# The Bryologist
The Bryologist (англ.) («Бріо́лог») — щоквартальний рецензований науковий журнал, який спеціалізується на бріології; публікується Американським бріологічним та ліхенологічним товариством.

## Історія
Своє існування «Бріолог» розпочав як розділ журналу «Папоротевий вісник» (англ. «The Fern Bulletin»), присвячений вивченню північноамериканських мохів. Перші два томи «The Bryologist» (1898 — 1899), у чотирьох номерах кожен, були опубліковані як розділи «Папоротевого вісника». Перший випуск під назвою «Відділ мохів» мав чотиристорінковий обсяг та отримав позитивні відгуки. Другий номер збільшився до восьми сторінок і був названий: «Бріолог, відділ "Папоротевого вісника"». Наступні номери томів 1 і 2 публікувалися з такою ж назвою під редакцією доктора А. Дж. Гроута. Тож, засновником видання та першим його редактором (як розділу «Папоротевого вісника») був Абель Джоель Гроут.
Із січня 1900 року видання «Бріолог» розпочало самостійну публікацію: повноцінний повнокомплектний журнал з обкладинкою, під спільною редакцією доктора Гроута та Енні Моррілл Сміт. Перший самостійний випуск було надруковано накладом у 261 примірник.
Детальна історія перших часів «The Bryologist» та заснування Мохового відділення Саллівана Асоціації Агассіз була зафіксована в 1917 році Енні М. Сміт (див. також сторінка 60, том 11).
Не зважаючи на зміну назв товариства, «The Bryologist» від початку самостійного публікування і донині свою назву не змінював. Публікація журналу продовжується і сьогодні.